# Barangay Ginebra San Miguel
El Barangay Ginebra San Miguel es un equipo de baloncesto profesional en la Philippine Basketball Association (PBA). Es actualmente el más popular equipo de PBA y ha ganado ocho títulos PBA. El equipo es propiedad de Ginebra San Miguel, Inc. (anteriormente, La Tondena Distillers, Inc.), una subsidiaria de la San Miguel Corporation (SMC). El equipo es uno de los tres clubes de pelota PBA actualmente son propiedad del grupo de empresas de SMC, junto con los Star Hotshots y la de San Miguel Beermen.
La Tondeña Incorporada (renombrado, La Tondena Distillers, Inc., después de SMC adquirió el control mayoritario en 1987) se unió a la PBA en 1979 como un equipo de expansión. Después de algunos momentos difíciles durante sus primeras temporadas, su suerte cambió cuando Robert Jaworski y Francis Arnaiz llegaron en 1984, a raíz de la disolución de los famosos Toyota Super Corollas. Como jugador-entrenador, Jaworski dirigió a la franquicia a cuatro títulos PBA entre 1986 y 1997. En la era post-Jaworski, entrenadores Jong Uichico y Siot Tanquingcen llevaron a la franquicia a cuatro títulos más.

## Números retirados
| N.º | Nombre          | Posición | Periodo   |
| --- | --------------- | -------- | --------- |
| 7   | Robert Jaworski | G        | 1984–1998 |
| 8   | Allan Caidic    | G        | 1998–1999 |

## Entrenadores
- Pilo Pumaren (1979–1981)
- Turo Valenzona (1981–1984)
- Robert Jaworski (1984–1998)
- Rino Salazar (interim, 1998–2000)
- Allan Caidic (2000–2004)
- Siot Tanquingcen (2004–2006; 2011–2012)
- Jong Uichico (2006–2012)
- Alfrancis Chua (2013)
- Ato Agustin (2013–2014; 2015)
- Jeffrey Cariaso (2014–2015)
- Frankie Lim (2015)
- Tim Cone (2015–presente)